# Zentraler Kreis (Buinzahra-Verwaltungsbezirk)
Der zentrale Kreis des Verwaltungsbezirks Buinzahra (persisch بخش مرکزی شهرستان بویین‌زهرا [bæxʃ ɛ mæɾcæzi jɛ ʃæhɾɛstɑn ɛ buinzæhɾɑ]) ist ein Kreis im Verwaltungsbezirk Buinzahra in der iranischen Provinz Qazvin.
Der zentrale Kreis gliedert sich in 3 Dehestans und 2 Städte:

## Bevölkerung
Im zentralen Kreis leben 89.204 Einwohner, verteilt auf 21.632 Familien (Stand 2006).

## Städte
- Buinzahra
- Saggezabad

## Dehestans
- Oberzahra
- Niederzahra
- Saggezabad